# Gornja Bučica
Gornja Bučica är en ort i Kroatien.   Den ligger i länet Moslavina, i den centrala delen av landet, 40 km söder om huvudstaden Zagreb. Gornja Bučica ligger 177 meter över havet och antalet invånare är 138.
Terrängen runt Gornja Bučica är platt. Runt Gornja Bučica är det mycket glesbefolkat, med 2 invånare per kvadratkilometer. Närmaste större samhälle är Glina, 16,4 km sydost om Gornja Bučica. I omgivningarna runt Gornja Bučica växer i huvudsak lövfällande lövskog.